# 黑肺病
黑肺病（black lung disease，BLD）又称煤工尘肺（coal workers' pneumoconiosis，CWP），是煤矿工人长期吸入生产环境中粉尘所引起的肺部病变的统称。狭义上，黑肺病是長期吸入煤塵並積聚在肺部，以及肺組織對煤塵的反應引起的職業病，為常見塵肺病形式之一，常見於煤礦工人或從事煤炭工作的人上。
广义上，黑肺病包括采煤和造煤工人吸入纯煤粉尘所致的煤肺病（煤肺，anthracosis）、岩石掘进工吸入硅尘所引起的硅沉着病（硅肺，silicosis）、吸入煤尘和硅尘等混合性粉尘所引起的煤硅肺病（煤硅肺，anthracosilicosis）。
黑肺病導致的症狀有炎症、纤维化，嚴重的甚至會壞死。

## 來源
1. ↑  . www.cdc.gov. 2023-05-05  [2024-06-18]. （原始内容存档于2021-07-29） （美国英语）.
2. ↑  . American Lung Association.   [2019-04-25]. （原始内容存档于2019-04-11） （英语）.

## 外部連結
- YouTube上的Faces of Black Lung - USDHHS
- NIOSH Coal Workers' Health Surveillance Program （页面存档备份，存于）
- Mine Safety and Health Administration （页面存档备份，存于）
- 42CFR27 Specifications of Medical Examinations of Underground Coal Miners
- Institute of Occupational Medicine's pneumoconiosis research